# Schwöllbronn
Schwöllbronn ist ein Dorf in Hohenlohe, das seit 1972 zu Öhringen (Baden-Württemberg) gehört. Der Ort hat heute 481 Einwohner.

## Geographie
Das Haufendorf Schwöllbronn liegt an einem leichten Südhang. Der Name stammt vermutlich von einer Quelle, einem „schwellenden Brunnen“.
Zum Stadtteil Schwöllbronn gehört der Wohnplatz Unterohrn, der im Tal der Ohrn liegt.

## Geschichte
Am 1. Februar 1972 wurde Schwöllbronn nach Öhringen eingemeindet.